# Soran
Soran (kurdisch سۆران) oder Diana (arabisch ديانا Diyānā; reichsaramäisch ܕܝܢܐ) ist eine Universitätsstadt und Verwaltungssitz des Distriktes Soran, im kurdischen Gouvernement Erbil in der Autonomen Region Kurdistan. Die Stadt hat ca. 125.000 Einwohner und liegt etwa 110 km nordöstlich von Erbil.

## Bevölkerung
Die Bevölkerung besteht hauptsächlich aus muslimischen und christlichen Kurden und Chaldäern. Die Mehrheit der Einwohner sind zurückgekehrte Flüchtlinge, die zur Zeit der Baath-Herrschaft aus dem Irak geflohen waren.

## Geographie
Soran liegt am Dreiländereck Irak-Iran-Türkei in der Nähe des Rawanduz-Tals.

## Soran Universität
Die Stadt beheimatet die 2009 gegründete Soran Universität.